# William Riker
William Thomas Riker, interpretat de Jonathan Frakes, este un personaj fictiv din universul Star Trek. Este un personaj principal din serialul Star Trek: Generația următoare, fiind Primul Ofițer de pe nava USS Enterprise.